# Fallow
Fallow è l'album di debutto dei Weakerthans.
È stato pubblicato nel 1997 dalla G7 Welcoming Committee Records in Canada e nel 1999 dalla Sub City Records negli Stati Uniti.

## Tracce
1. Illustrated Bible Stories for Children – 1:42
2. Diagnosis – 2:40
3. Confessions of a Futon Revolutionist – 2:15
4. None of the Above – 4:18
5. Letter of Resignation – 3:23
6. Leash – 3:07
7. Wellington's Wednesdays – 3:01
8. The Last Last One – 3:09
9. Greatest Hits Collection – 3:03
10. Sounds Familiar – 2:29
11. Anchorless – 3:51
12. Fallow – 5:27

Tutti i brani sono stati scritti da John K. Samson.

## Curiosità
Sia "Letter of Resignation" che "Anchorless" sono state scritte, in origine, per i Propagandhi, il gruppo che John K. Samson ha abbandonato per formare i Weakerthans. "Letter of Resignation" è apparso sullo split Propagandhi/F.Y.P. e "Anchorless" sull'album Less Talk, More Rock.